# 加西亞角

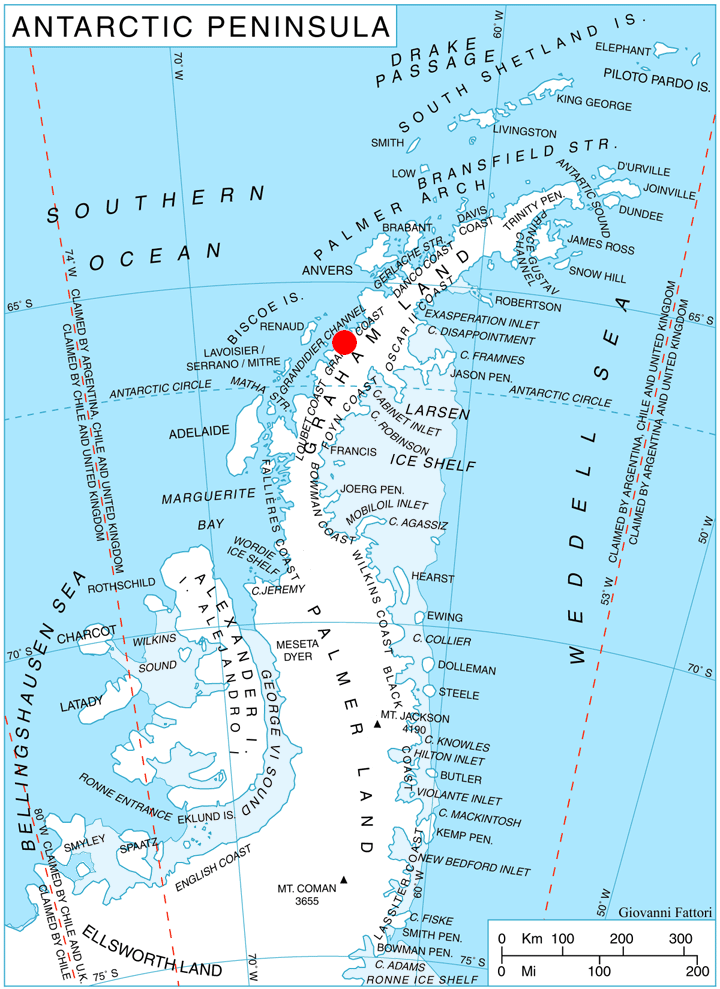

加西亞角（英語：Cape Garcia）是南極洲的海岬，位於葛拉漢地西岸，該海岬由法國探險隊發現，以阿根廷的海軍少將命名，現時由南極條約體系管理。
65°44′S 64°40′W / 65.733°S 64.667°W